# Monte Maria
Il formaggio da taglio Monte Maria (in tedesco: Schnittkäse Marienberger) o più semplicemente Monte Maria (in tedesco: Marienberger) è un formaggio italiano, riconosciuto quale prodotto agroalimentare tradizionale altoatesino.
Viene prodotto in alta Val Venosta e prende il nome dall'abbazia di Monte Maria presso Burgusio.
È un formaggio grasso o semigrasso, prodotto con latte vaccino intero o parzialmente scremato raccolto sopra i 1000 m s.l.m..
Le forme, del peso compreso tra 8 e 9 kg, hanno un diametro di 40 cm e uno scalzo di 9 cm.